# Rachel G. Fox
Rachel G. Fox, née le 23 juillet 1996 à Lawrenceville dans l'État de Géorgie (États-Unis), est une actrice américaine. D'abord enfant star, elle est connue pour le rôle de Kayla Scavo qu'elle jouait de 2006 à 2008 dans la série Desperate Housewives.

## Carrière
C'est à l'âge de 4 ans que Rachel a été repérée par un agent de Ford Models qui a proposé à sa mère de l'intégrer à l'agence pour faire des photos publicitaires. Sa mère a accepté mais Rachel n'a jamais fait de photos là-bas car sa famille a déménagé entre-temps à Cleveland Market. C'est dans cette ville qu'elle a fait ses premières photos pour des publicités dans la presse écrite et qu'elle a tourné dans des réclames pour la télévision. 
Dans un même temps Rachel a passé beaucoup d'auditions pour jouer dans des pièces de théâtre. Elle a décroché son premier rôle à 5 ans. Elle a ensuite joué dans diverses pièces. À l'âge de 8 ans elle a même failli avoir un rôle dans un film indépendant, sa prestation ayant ébloui l'auteur et producteur du film, mais elle n'a finalement pas obtenu le rôle pour diverses raisons. Toutes ses expériences ont accru son envie de devenir actrice professionnelle plus tard. 
C'est lors d'un séjour dans un camp d'arts dramatiques à Los Angeles que le talent d'actrice de Rachel a été découvert par des personnes travaillant dans l'industrie audiovisuelle et cinématographique. À partir de ce moment-là sa famille qui l'accompagnait n'a plus quitté Los Angeles pendant près de 14 mois. 
Lors de sa première année à Hollywood, Rachel a eu quelques rôles récurrents et de figuration dans des séries. Elle a aussi prêté sa voix pour l'enregistrement de lancements et de bandes d'annonces pour la radio et d'indications de jeu pour des jeux vidéo. Elle est également apparue dans des publicités pour la télévision et la presse écrite. 
Sa première vraie apparition à la télévision s'est faite grâce au rôle récurrent de Buffy dans Phénomène Raven, une production de Disney Channel. Elle a également eu un petit rôle dans le soap opera Passions et dans la série Hannah Montana également produite par Disney Channel. 
Quelques mois plus tard elle a joué dans Alias le rôle de Sydney Bristow jeune qui lui a permis de se faire connaître et de décrocher le rôle de Kayla dans Desperate Housewives.
Seulement lors de la cinquième saison de Desperate Housewives, l'action se déroule cinq ans plus tard et le rôle ne lui est plus attribué. Elle aura joué ce rôle deux ans.

## Filmographie

### Cinéma
- 2010 : Spork (film) : Betsy Byotch
- 2011 : Dream House de Jim Sheridan : Chloé Patterson

### Séries télévisées
- 2006 : Phénomène Raven (2 épisodes) : Muffy
- 2006 : Passions (1 épisode) : Jane plus âgée
- 2006 : Hannah Montana (1 épisode) dans le rôle de la fille #2
- 2006 : Alias (1 épisode) : Sydney Bristow jeune
- 2007 : iCarly (1 épisode) : Amber Tate
- De 2006 à 2008 : Desperate Housewives : Kayla Scavo
- 2011 : Melissa and Joey : Holly
- 2012 : Private practice : Missy

### Autres
- 2006 : Jimmy Kimmel Live (1 émission)  dans le rôle de la fille dans le sketch de l'hôtesse
- 2008 : vidéoclip iShop, qu'elle interprète en anglais, avec une variante comportant un couplet en français
- 2015 : Attirance interdite (téléfilm) d'Anthony DiBlasi : Bella Linton